# Lamcarak
Lamcarak is een bestuurslaag in het regentschap Aceh Besar van de provincie Atjeh, Indonesië. Lamcarak telt 296 inwoners (volkstelling 2010).